# Concílio plenário
Os concílios nacionais, regionais ou plenários são aqueles que, diferentemente dos ecumênicos, não são (ou foram) convocados directamente pelo papa, ainda que contassem com sua autorização ou aprovação. Destes participavam apenas o episcopado de uma província eclesiástica, Estado, região ou continente.
O termo concílio, no catolicismo, refere-se a uma reunião ou assembléia de religiosos: bispos ou prelados, convocados para tratar e legislar de um ou vários temas específicos. Na história da Igreja Católica houve sistematicamente uma variada espécie de concílios, a saber, os provinciais, os regionais, os nacionais, os plenários e os ecumênicos. Em relação aos últimos, estes eram convocados pelo Papa e tinham suas deliberações reconhecidas e aceitas por Roma e pela Igreja como um todo.

## Tipos de concílios
Actualmente, além dos concílios ecuménicos, o Código de Direito Canónico (CDC) considera somente a existência de mais dois tipos de concílios:
- os concílios provinciais (ou regionais), que são destinados a tratar de questões relacionadas com as dioceses da mesma província eclesiástica. Eles são convocados pelo metropolita com o acordo dos sufragâneos (cf. CDC 439. 442). Em Portugal, houve vários concílios deste tipo, sobretudo em tempos passados, nomeadamente os concílios de Braga.
- os concílios plenários, que são destinados a tratar de questões relacionadas com as dioceses da mesma conferência episcopal. São somente convocados pela respectiva conferência episcopal e com a prévia aprovação da Santa Sé (cf. CDC 439-441). Em Portugal, houve apenas um único concílio plenário, celebrado em 1926, sob a presidência do cardeal-patriarca e legado papal António Mendes Bello. O objectivo deste concílio foi acomodar e compatibilizar a disciplina da Igreja portuguesa com o Código de Direito Canónico de 1917. Aprovados pela Santa Sé em 1929, os decretos produzidos por este evento vigoraram em Portugal desde 1931 até serem abrogados em 1984 pela Santa Sé, a pedido da Conferência Episcopal Portuguesa, devido à entrada em vigor do novo Código de Direito Canónico.[1] No Brasil houve apenas o Concilium Plenarium Brasiliense (ou Concílio Plenário do Brasil),[2] o primeiro código jurídico-eclesiástico exclusivo para esse país, o qual substituiu o Concílio Plenário da América Latina (1899), que já havia substituído as Constituições Primeiras do Arcebispado da Bahia (1707).

## História
Os concílios provinciais, chamados também de sínodos, são historicamente os mais antigos, a exemplo do Concílio Apostólico de Jerusalém, realizado no ano de 49 d.C. e que, na realidade, foi um sínodo. Não obstante de ser apenas um sínodo, esta reunião dos primórdios do cristianismo foi de uma importância vital, porque teve como principal decisão libertar a Igreja cristã nascente das regras antigas da Sinagoga, marcou definitivamente o desligamento do cristianismo do judaísmo e confirmou para sempre o ingresso dos gentios (não-judeus) na cristandade. Por isso, a sua importância não é inferior a qualquer dos concílios ecuménicos, que só surgiram no século III.
A partir do segundo século, houve uma maior urgência de reuniões (ou concílios) eclesiásticas para decidir os rumos da igreja e sua doutrina. Estas reuniões eram convocados por bispos a partir de suas sedes. Assim ocorreram em Jerusalém,  Antioquia, Alexandria e Constantinopla e outros, estes denominados concílios regionais ou provinciais.
No século III, os concílios regionais foram institucionalizados. Temos assim os Concílios de Toledo, o Concílio regional de Laodiceia, em 360, o Concílio regional de Hipona, em 393. Alguns deles foram apenas sínodos conciliares a exemplo do Concílio de Clermont, em 1095.
Em 325 d.C., foi convocado o Primeiro Concílio Ecumênico, por Constantino, em Niceia (cidade da Bitínia), o qual seria presidido pelo bispo Ósio de Córdoba. Este foi então o primeiro dos 21 concílios ecumêncios (ou universais) em toda a História da Igreja Católica, os demais concílios não o foram, embora tivessem suas decisões acatadas por todo ou grande parte do clero e desempenhassem um papel fundamental na Igreja de seu tempo. Não obstante isso, nem sempre significaram um consenso.